# Andrzej Bober
Andrzej Bober (* 16. Juli 1950 in Boguchwały) ist ein polnischer Politiker (UD, UW). Er war Abgeordneter des Sejm von 1991 bis 1993 und von 1996 bis 1997 in der I. und II. Wahlperiode.

## Leben und Beruf
Andrzej Bober arbeitete von 1969 bis 1990 im staatlichen Landwirtschaftsbetrieb in Grunwald. Er schloss 1983 ein Studium der Tierzucht an der landwirtschaftlich-technischen Akademie in Olsztyn ab. Nach dem Ausscheiden aus dem Sejm war er im Marschallamt der Woiwodschaft Ermland-Masuren beschäftigt, wo er bis 2008 Direktor der Infrastrukturabteilung war. Anschließend wurde er stellvertretender Direktor und 2012 Direktor der Olsztyner Außenstelle der Landwirtschaftlichen Immobilienagentur.

## Politik
Bei den Selbstverwaltungswahlen 1990 wurde Bober zum Bürgermeister der Gemeinde Dąbrówno gewählt. Bei der Parlamentswahl 1991 wurde er für die Unia Demokratyczna in den Sejm gewählt. Bei der Wahl 1993 verpasste er zunächst den Wiedereinzug, rückte aber am 9. Mai 1996 für den zurückgetretenen Marcin Święcicki in das Parlament nach. Nach der Fusion mit dem Kongres Liberalno-Demokratyczny zur Unia Wolności 1994 kandidierte er für diese 1997 zum Sejm, wurde aber trotz Spitzenkandidatur im Wahlkreis Olsztyn nicht wiedergewählt, da der auf Platz zwei kandidierende Adam Żyliński knapp 1000 Stimmen mehr erhielt. Ende der 1990er Jahre zog er sich aus der Politik zurück.